# 浅野光太郎
浅野 光太郎（あさの こうたろう、1949年11月4日 - ）は、日本の元実業家。積和不動産（現・積水ハウス不動産東京）代表取締役元社長。

## 人物・経歴
栃木県出身。1973年、京都産業大学外国語学部卒業し積水ハウスに入社。2006年8月に埼玉西シャーウッド住宅支店長に就任後、2008年グリーンテクノ積和代表取締役社長、2009年積水ハウス監査部長、2010年執行役員監査部長兼業務指導部長を歴任。同年8月から監査部長専任となり現職。
2020年2月1日、積和不動産が積和不動産関東と合併し積水ハウス不動産東京に社名変更したことに伴い、同社の社長を退任した。